# Барбоза, Руй
Руй Барбо́за ди Оливе́йра (порт. Ruy Barbosa de Oliveira, 5 ноября 1849, Салвадор, Баия, Бразильская империя — 1 марта 1923, Петрополис, Рио-де-Жанейро, Бразилия) — бразильский писатель, политик, дипломат и юрист.

## Биография
Руй Барбоза родился в Салвадоре в 1849 году. В 1865 году поступил на Юридический факультет Ресифи, в 1868 перевёлся в университет Сан-Паулу. Получив степень бакалавра права в 1870 году, начал карьеру журналиста и оратора. Первую свою речь за отмену рабства произнёс в 19-летнем возрасте. С тех пор был известен как сторонник гражданских прав (а также перехода от золотого стандарта к фидуциарным деньгам).
В 1877 году Барбоза был избран депутатом в законодательное собрание штата Баия.
С провозглашением республики Барбоза стал членом Временного правительства Бразилии, в котором занимал посты министра юстиции (1889) и министра финансов (1889—1891). Также Барбоза был членом Конституционной ассамблеи и был одним из главных авторов первой республиканской Конституции Бразилии.
В 1894 году Барбоза был кандидатом на первых всеобщих президентских выборах, но смог занять лишь четвёртое место.
В 1895 году Барбоза был избран в Сенат штата Баия. В 1905 году он снова хотел выдвинуться на пост президента, но снял свою кандидатуру в поддержку Афонсу Пены.
В 1907 году Барбоза представлял Бразилию на 2-й мирной конференции в Гааге.
В 1910, 1914 и 1919 годах Барбоза вновь баллотировался на пост президента, но так и не сумел занять первое место.
В 1923 году Руй Барбоза умер.

## Память
Именем Барбозы названы два одноимённых муниципалитета в штатах Баия и Риу-Гранди-ду-Норти.